# リンデル・ウィギントン
リンデル・シャマル・ウィギントン（Lindell Shamar Wigginton、1998年3月28日 - ）は、カナダ・ノバスコシア州ハリファックス出身のプロバスケットボール選手。CBAの新疆フライングタイガースに所属している。ポジションはポイントガード。

## 来歴

### 高校でのキャリア（2014 – 2017）
ノバスコシア州ダートマスのプリンスアンドリュー高校に進学し、そこで1年間プレーした。
その後渡米し、バージニア州ウィルソンのオーク・ヒル・アカデミーに転校した。
2016年、NBAオールスターウィークエンド中に開催されたバスケットボール・ウィズアウト・ボーダーズ・グローバルキャンプに参加した。招待されたカナダの高校生のうち、唯一東海岸から招待された。
2017年、ポートランドで開催されたナイキ・フープサミットに参加した。そこでの垂直飛びにおいて、29.5インチという驚異的な記録を残した。試合では22分間出場し、11得点、２リバウンド、７アシストを記録した。
同年、ケンタッキー州ルイビルで開催されたケンタッキー・ダービー・フェスティバル・バスケットボール・クラシックに参加した。そこで19分間出場し、13得点、3リバウンド、１アシストを記録した。

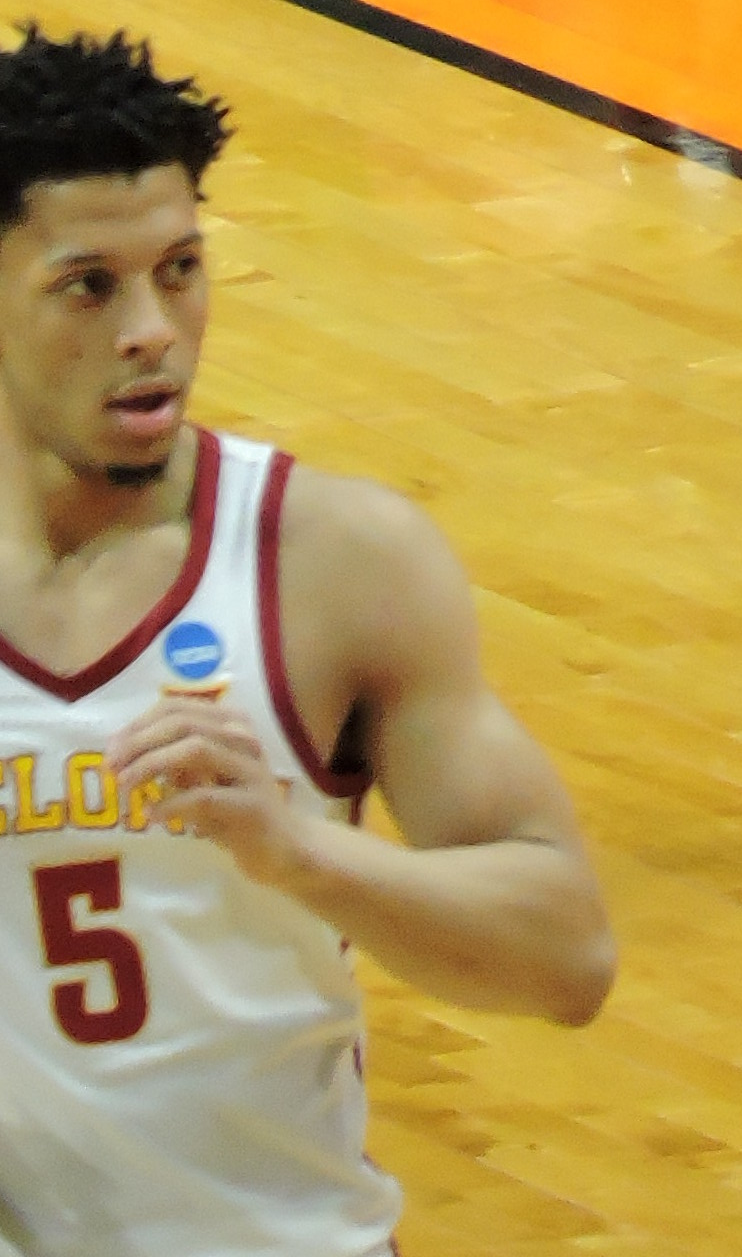
アイオワ州立大学

### 大学でのキャリア（2017 - 2019）
ESPNのランキングで四つ星でリクルートされた後、アイオワ州立大学を選んだ。１年生では、平均16.7点、3.7リバウンド、2.8アシストを記録した。ウィギントンは新入生の中でベストスコアラーの１人であり、得点はトレイ・ヤング、マービン・バグリー3世、ディアンドレ・エイトン、コリン・セクストンに次ぐものであった。シーズン終了後、彼は2018年NBAドラフトへの資格を得るとされたが、エージェントを雇わなかったため大学に戻った。
2年生ではベンチから出場し、平均13.4得点、4リバウンド、2.1アシストを26分で記録し、ビッグ12カンファレンスのシックスマン・オブ・ザ・イヤーに選出された。
その後彼はエージェントを雇い、2019年NBAドラフトへの参加を表明した。

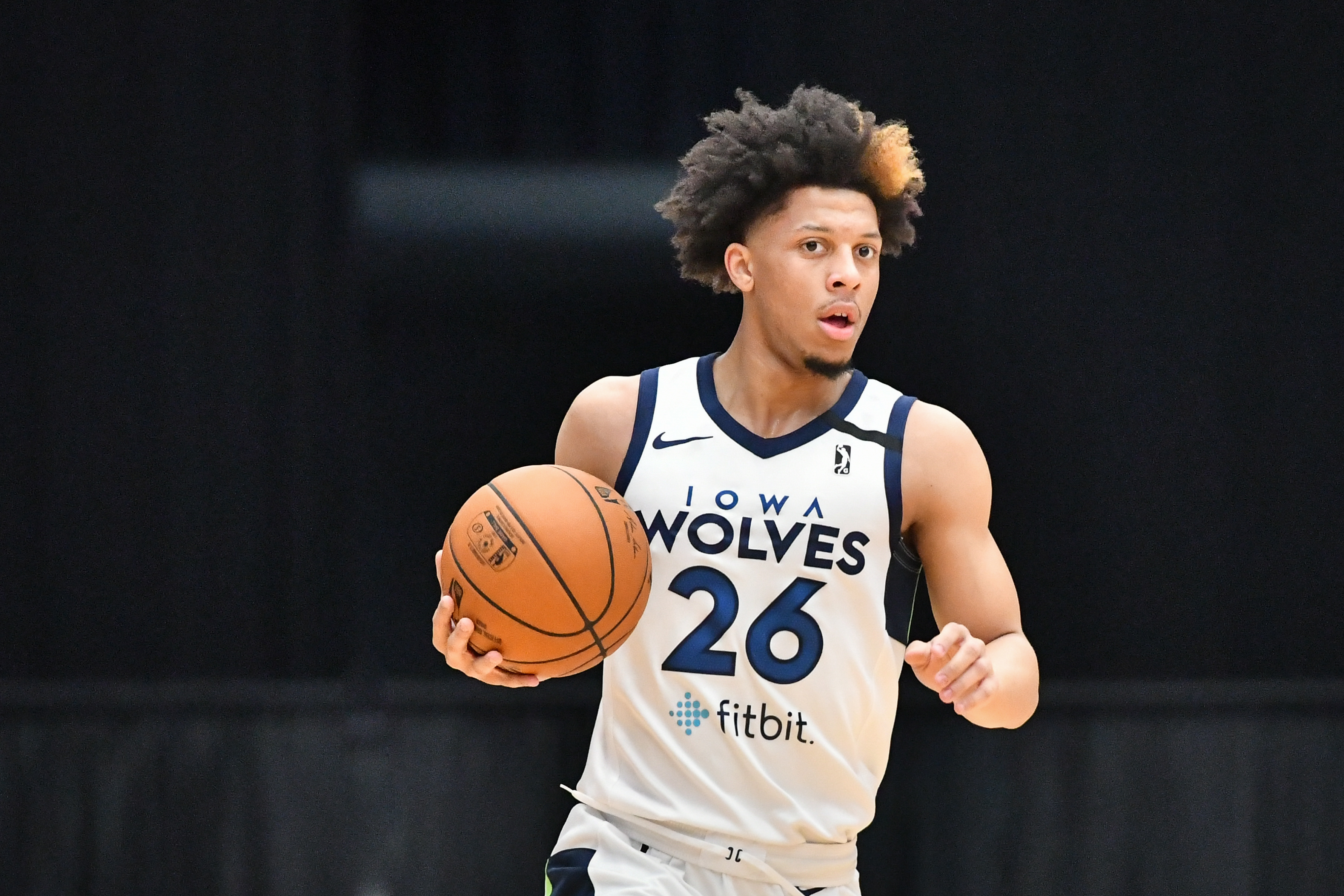
アイオワ・ウルブズ

### アイオワ・ウルブズ（2019 – 2020、2021）
2019年NBAドラフトで指名されなかった後、2019年のNBAサマーリーグでトロント・ラプターズの一員としてプレーした。
9月4日、ミネソタ・ティンバーウルブズとエグジビット10契約を結んだ。その後、彼はティンバーウルブズの傘下のGリーグチームである、アイオワ・ウルブズと契約した。11月８日、スーフォールズ・スカイフォースとの対戦において、チームは敗れたものの、ウィギントン自身はベンチから24点、3.7リバウンド、７アシストを記録した。ウィギントンは平均15.3得点、3.7リバウンド、3.6アシストを記録した。
2021年1月25日、ウィギントンはウルブズと再契約した。2月23日、ゴールデンステイト・ウォリアーズの傘下のGリーグチームである、ジョーダン・プール率いるサンタクルーズ・ウォリアーズとの対戦において、チームは敗れたものの、ウィギントン自身は24得点、５リバウンド、５アシストを記録した。ウィギントンは17試合に出場し、平均17.1点、5.2アシスト、4.1リバウンドを54.9％のフィールドゴールで記録した。

### アイロニー・ネス・シオナ（2020）
2020年5月18日、ウィギントンはイスラエル・プレミアリーグのアイロニー・ネス・シオナと契約し、平均8.6得点を記録した。

### ハミルトン・ハニー・バジャー（2021）
2021年6月14日、ウィギントンはカナディアン・エリート・バスケットボール・リーグのハミルトン・ハニー・バジャーと契約し、平均21.5得点を記録し、チームを牽引した。

### ウィスコンシン・ハード（2021 - 2024）
2021年10月、ミルウォーキー・バックスの傘下のGリーグチームである、ウィスコンシン・ハードに加わった。
2022年11月3日、ハードのオープニングナイトのロスターに名を連ねた。
2023年3月1日のソルトレークシティ・スターズ戦ではキャリアハイの41得点を記録し、チームを勝利に導いた。
11月11日、ハードのオープニングナイトのロスターに名を連ねた。
11月20日、スーフォールズ・スカイフォースとの対戦において26得点、6アシスト、4スティールを記録して、ハードの得点におけるフランチャイズレコードを樹立した。
しかし2024年1月8日、バックスからウェイブの要求を受けため、ハードからも退団となった。

### ミルウォーキー・バックス（2021 - 2022、2023 - 2024）
2022年1月13日、ウィギントンはミルウォーキー・バックスと2way契約を結んだ。レギュラーシーズン最後の試合であるクリーブランド・キャバリアーズ戦では、チームのエースであるヤニス・アデトクンボを含めた主力を温存したこともあり、40分間のプレータイムが与えられた。チームは敗れはしたものの、18得点、3リバウンド、8アシストを記録した。
7月8日、バックスと再契約。そして2022のNBAサマーリーグにバックスの一員として参加し、7月15日のダラス・マーベリックス戦ではチームハイの25得点を記録した。そして7月18日、オールサマーリーグセカンドチームに選出された。
9月26日、バックスのトレーニングキャンプに参加。10月9日、NBAアブダビゲームズの第2夜のアトランタ・ホークス戦において、チームハイの16得点を9分間で記録。
しかしシーズン開始直前の10月17日、バックスからウェイブの要求を受けた。
2023年3月8日、バックスと2way契約を再び結んだ。4月8日のメンフィス・グリズリーズ戦では、チームが主力を温存したこともありNBAキャリアで初の先発出場を果した。グリズリーズのジャ・モラントやジャレン・ジャクソン・ジュニアの活躍によって試合に敗れこそしたが、チームハイの25得点、11アシストのダブル・ダブルを記録した。NBAキャリアの初の先発出場で25得点以上、10アシスト以上を達成したのは1981年のアイザイア・トーマス以来初の快挙となった。4月10日のトロント・ラプターズ戦においても、チームハイの17得点を記録し、2戦連続の2桁得点を達成。
7月1日、2023年のサマーリーグのバックスのロスターに名を連ねた。
4試合のうちの最初の2試合を左鼠径部の痛みで欠場した後、残りの2試合で平均13.0得点、2.5リバウンド、1.5アシストを3P％71.4％で記録した。
しかし2024年1月8日、バックスからウェイブの要求を受けた。

### 新疆フライングタイガース（2024 - ）
2024年2月3日、中国プロバスケットボールリーグ（CBA）のチームである新疆フライングタイガースと契約した。

## 個人成績

### 大学でのキャリア
| シーズン  | 大学   | GP | MPG  | FG%  | 3P%  | FT%  | RPG | APG | SPG | BPG | TPG | PPG  |
| --------- | ------ | -- | ---- | ---- | ---- | ---- | --- | --- | --- | --- | --- | ---- |
| 2017-2018 | IOWAST | 31 | 33.0 | .414 | .401 | .660 | 3.7 | 2.8 | 0.9 | 0.4 | 3.0 | 16.7 |
| 2018-2019 | IOWAST | 25 | 26.0 | .415 | .390 | .720 | 4.0 | 2.1 | 0.8 | 0.4 | 2.0 | 13.5 |
| 通算      | 通算   | 56 | 29.8 | .414 | .397 | .687 | 3.9 | 2.5 | 0.8 | 0.4 | 2.5 | 15.3 |

### 海外リーグ
| シーズン  | チーム | リーグ | GP | GS | MPG  | FG%  | 3P%  | FT%  | RPG | APG | SPG | BPG | TPG | PPG  |
| --------- | ------ | ------ | -- | -- | ---- | ---- | ---- | ---- | --- | --- | --- | --- | --- | ---- |
| 2019-2020 | INZ    | I-BSL  | 10 | 2  | 18.5 | .397 | .179 | .659 | 1.5 | 2.5 | 0.8 | 0.2 | 1.9 | 8.6  |
| 2020-2021 | BHB    | CEBL   | 15 | 15 | 32.7 | .430 | .405 | .758 | 4.9 | 4.4 | 1.1 | 0.3 | 2.9 | 21.5 |

### Gリーグ
| シーズン  | チーム | GP | GS | MPG  | FG%  | 3P%  | FT%  | RPG | APG | SPG | BPG | TPG | PPG  |
| --------- | ------ | -- | -- | ---- | ---- | ---- | ---- | --- | --- | --- | --- | --- | ---- |
| 2019-2022 | IWA    | 42 | 9  | 27.0 | .421 | .347 | .693 | 3.7 | 3.6 | 0.6 | 0.3 | 2.7 | 15.3 |
| 2020-2021 | IWA    | 15 | 9  | 34.9 | .427 | .312 | .692 | 4.1 | 5.4 | 0.7 | 0.1 | 4.3 | 17.1 |
| 2021-2022 | WIS    | 11 | 10 | 32.7 | .400 | .205 | .629 | 4.8 | 5.4 | 0.6 | 0.4 | 3.6 | 16.4 |
| 2022-2023 | WIS    | 20 | 18 | 36.5 | .465 | .383 | .833 | 3.9 | 6.0 | 1.0 | 0.4 | 2.9 | 22.3 |
| 通算      | 通算   | 88 | 46 | 31.2 | .430 | .331 | .723 | 4.0 | 4.7 | 0.7 | 0.3 | 3.2 | 17.3 |

### NBA

#### レギュラーシーズン
| シーズン  | チーム | GP | GS | MPG  | FG%  | 3P%  | FT%  | RPG | APG | SPG | BPG | TPG | PPG |
| --------- | ------ | -- | -- | ---- | ---- | ---- | ---- | --- | --- | --- | --- | --- | --- |
| 2021-2022 | MIL    | 19 | 0  | 10.5 | .426 | .346 | .543 | 1.3 | 1.2 | 0.3 | 0.1 | 0.6 | 4.2 |
| 2022-2023 | MIL    | 7  | 1  | 12.4 | .486 | .333 | .899 | 1.0 | 2.0 | 0.0 | 0.3 | 1.7 | 7.1 |
| 通算      | 通算   | 26 | 1  | 11.0 | .449 | .341 | .614 | 1.2 | 1.4 | 0.1 | 0.1 | 0.9 | 5.0 |

#### サマーリーグ
| シーズン  | チーム | GP | GS | MPG  | FG%  | 3P%  | FT%   | RPG | APG | SPG | BPG | TPG | PPG  |
| --------- | ------ | -- | -- | ---- | ---- | ---- | ----- | --- | --- | --- | --- | --- | ---- |
| 2019-2020 | TOR    | 5  | 1  | 15.0 | .333 | .091 | .778  | 0.8 | 0.8 | 1.0 | 0.2 | 1.8 | 7.4  |
| 2022-2023 | MIL    | 5  | 2  | 25.2 | .537 | .462 | .724  | 2.4 | 4.6 | 1.2 | 0.6 | 4.2 | 18.2 |
| 2023-2024 | MIL    | 2  | 2  | 18.9 | .533 | .714 | .1000 | 2.5 | 1.5 | 1.5 | 0.0 | 3.5 | 13.0 |
| 通算      | 通算   | 12 | 5  | 19.9 | .471 | .409 | .769  | 1.8 | 2.5 | 1.2 | 0.3 | 3.1 | 12.8 |

### カナダ代表
| 開催年 | イベント                   | GP | MPG  | FG%  | 3P%  | FT%  | RPG | APG | SPG | BPG | TPG | PPG  |
| ------ | -------------------------- | -- | ---- | ---- | ---- | ---- | --- | --- | --- | --- | --- | ---- |
| 2016   | U18 Americans Championship | 5  | 24.5 | .375 | .375 | .765 | 4.0 | 3.4 | 0.8 | 0.6 | 2.8 | 14.0 |
| 2017   | U19 World Cup              | 5  | 27.5 | .290 | .105 | .727 | 7.0 | 4.2 | 0.8 | 0.8 | 3.6 | 12.4 |

## 契約
| シーズン  | 年齢 | チーム | 方式    | 詳細    | BASE SALARY                  | LIKELY INCENT                | UNLIKELY INCENT              | TRADE BONUS                  | CAP HIT                      | PCT OF LEAGUE CAP            | YEARLY CASH                  | GUARANTEED                   |
| --------- | ---- | ------ | ------- | ------- | ---------------------------- | ---------------------------- | ---------------------------- | ---------------------------- | ---------------------------- | ---------------------------- | ---------------------------- | ---------------------------- |
| 2021-2022 | 23   | MIL    | Two Way | NON-GTD |                              |                              |                              |                              |                              | 0.00%                        | ($0)                         |                              |
| 2023      | 24   | MIL    | Two Way | NON-GTD |                              |                              |                              |                              |                              | 0.00%                        | ($0)                         |                              |
| 2023-2024 | 25   | MIL    | Two Way | NON-GTD |                              |                              |                              |                              |                              | 0.00%                        | ($0)                         |                              |
| 2024      | 26   | MIL    | FA      | RFA     | Qualifying Offer: $1,923,495 | Qualifying Offer: $1,923,495 | Qualifying Offer: $1,923,495 | Qualifying Offer: $1,923,495 | Qualifying Offer: $1,923,495 | Qualifying Offer: $1,923,495 | Qualifying Offer: $1,923,495 | Qualifying Offer: $1,923,495 |

- 2019年9月4日、ミネソタ・ティンバーウルブズとエグジビット10契約[39]
- 2022年1月13日、ミルウォーキー・バックスと2way契約[40]
- 同年7月8日、バックスとエグジビット10契約[41]
- 2023年3月8日、バックスと2way契約[42]
- 2024年、$1.92Mの制限付きフリーエージェント[43]

## カナダ代表
2016年、チリのバルディビアで開催されたバスケットボールアメリカU-18選手権において、チームを銀メダルに導いた。
2017年エジプトのカイロで開催されたFIBA U19バスケットボール・ワールドカップにおいて、RJ・バレットらとともに金メダル獲得に重要な役割を果たした。今大会では平均12.4得点、7.0リバウンド、4.2アシストを記録した。予選では八村塁率いる日本代表とも対決し、チームハイの21得点の活躍でチームを勝利に導いた。脳震盪の影響で準々決勝と準決勝を欠場したが、イタリア代表との決勝戦で復帰し11得点、3リバウンド、3アシストを記録した。

## プレースタイル

### オフェンス
素早く、爆発的なリズムシューターである。スリーポイントシュートの成功確率も高く、パス能力も高く、リーダーシップも備えている。しかしターンオーバーが多いという弱点がある。またフリースローの成功確率は平均以下という弱点もあるが、個人成績でも示したようにどちらも近年は改善傾向にある。

### ディフェンス
ハッスルして相手についていくことができ、近年は上達傾向にある。だが身長の低さからよくターゲットにされることがある。

## 人物
母親はニコール・ウィギントン・ダウニー、父親はフレミング・ダウニーである。
ウィギントンは家族のことをとても愛している。それは高校2年生の時のNBAのバスケットボール・ウィズアウト・ボーダーズ・グローバルキャンプ後、クリスマス以来に家族に会った際に、キャンプでの素晴らしい体験よりも先に、家族と会えたことへの喜びを語るほどである。
ウィギントンがミルウォーキー・バックスとの2way契約を結んだ2022年1月13日、この日は母親のニコールの誕生日でもあり、ニコールはすぐにウィギントンに電話して泣きながら祝った。ニコールにとって最高の誕生日プレゼントになったようだ。
2022年8月29日、YoutubeチャンネルのHigh Button Sportsにて、高校時代に１年間過ごしたプリンスアンドリュー高校について、町全体が自分のプレーを見に来てくれて、とても嬉しかったし、とても楽しかった、素晴らしい時間だったと語っている。
ある日の練習にて、チームメイトのヤニス・アデトクンボとタナシス・アデトクンボとのフリースロー対決が行われた。そこでウィギントンは、NBAでもフリースローが上手とは言えないヤニスらに敗北し、ヤニスにカナダ国歌であるオー・カナダを歌われて、煽られたことがある。